# Отворено съдържание
Отворено съдържание (на английски: open content) е неологизъм, измислен по аналогия със софтуера с отворен код и обхваща всяко творческо произведение или съдържание, публикувано под лиценз, който изрично разрешава копирането и изменението на тази информация от всеки, а не само от определена организация, фирма или частно лице. Отвореното съдържание е алтернативна парадигма на използвания за обозначаване на запазено право символ Copyright. Отвореното съдържание способства за постигане на целите за демократизиране на знанието.
Терминът отворено съдържание е двояк. Всеки може да копира съдържанието (например програмен код) и в същото време на потребителя се предоставя възможността да получи авторско право.
Най-големият проект с отворено съдържание е Уикипедия.